# Радомир Вашек
Радомир Вашек (чеськ. Radomír Vašek; нар. 23 вересня 1972) — колишній чеський тенісист.
Найвищу одиночну позицію світового рейтингу — 91 місце досяг 13 лютого 1995, парну — 168 місце — 23 серпня 1999 року.
Здобув 4 одиночні та 8 парних титулів.
Найвищим досягненням на турнірах Великого шолома було 3 коло в одиночному розряді.

## Фінали турнірів ATP за кар'єру

### Одиночний розряд: 1 (1 поразка)
| Легенда                         |
| ------------------------------- |
| Турніри Великого шлема (0–0)    |
| Фінали Світового туру ATP (0–0) |
| Серія Мастерс ATP (0–0)         |
| Серія турнірів ATP (0–0)        |
| Світова серія ATP (0–1)         |

| Фінали за покриттям |
| ------------------- |
| Тверде (0–1)        |
| Ґрунт (0–0)         |
| Трава (0–0)         |
| Килим (0–0)         |

| Фінали за типом корту |
| --------------------- |
| Відкритий корт (0–1)  |
| Закритий корт (0–0)   |

| Результат | В-П | Дата     | Турнір              | Рівень        | Покриття | Суперник     | Рахунок  |
| --------- | --- | -------- | ------------------- | ------------- | -------- | ------------ | -------- |
| Поразка   | 0–1 | Січ 1995 | Джакарта, Індонезія | Світова серія | Тверде   | Паул Гаргейс | 5–7, 5–7 |

## Фінали ATP Челленджер і ITF Ф'ючерс

### Одиночний розряд: 9 (5–4)
| Легенда              |
| -------------------- |
| ATP Челленджер (4–4) |
| ITF Ф'ючерс (1–0)    |

| Фінали за покриттям |
| ------------------- |
| Тверде (0–0)        |
| Ґрунт (4–2)         |
| Трава (0–0)         |
| Килим (1–2)         |

| Результат | В-П | Дата     | Турнір                    | Рівень     | Покриття | Суперник            | Рахунок       |
| --------- | --- | -------- | ------------------------- | ---------- | -------- | ------------------- | ------------- |
| Перемога  | 1–0 | Сер 1994 | Пльзень, Чехія            | Челленджер | Ґрунт    | Богдан Уліграх      | 2–6, 6–2, 6–2 |
| Поразка   | 1–1 | Жов 1994 | Дублін, Ірландія          | Челленджер | Килим    | Давід Пріносіл      | 3–6, 3–6      |
| Поразка   | 1–2 | Лис 1994 | Рогашка Слатина, Словенія | Челленджер | Килим    | Фредерік Феттерлейн | 3–6, 4–6      |
| Поразка   | 1–3 | Тра 1997 | Братислава, Словаччина    | Челленджер | Ґрунт    | Себастьян Грожан    | 4–6, 1–6      |
| Перемога  | 2–3 | Сер 1997 | Ґрац, Австрія             | Челленджер | Ґрунт    | Альберт Портас      | 6–1, 6–3      |
| Перемога  | 3–3 | Сер 1997 | Ансфельден, Австрія       | Челленджер | Ґрунт    | Крістіан Вінк       | 6–3, 6–3      |
| Перемога  | 4–3 | Бер 1999 | Франція F2, Пуатьє        | Ф'ючерс    | Килим    | Родольф Жільбер     | 6–1, 3–6, 6–3 |
| Перемога  | 5–3 | Лип 1999 | Тампере, Фінляндія        | Челленджер | Ґрунт    | Мартін Шпоттль      | 7–5, 2–6, 6–0 |
| Поразка   | 5–4 | Лип 2000 | Оберштауфен, Німеччина    | Челленджер | Ґрунт    | Клеменс Тріммель    | 4–6, 1–6      |

### Парний розряд: 12 (10–2)
| Легенда              |
| -------------------- |
| ATP Челленджер (8–2) |
| ITF Ф'ючерс (2–0)    |

| Фінали за покриттям |
| ------------------- |
| Тверде (2–0)        |
| Ґрунт (7–2)         |
| Трава (0–0)         |
| Килим (1–0)         |

| Результат | В-П  | Дата     | Турнір                 | Рівень     | Покриття | Партнер               | Суперники                         | Рахунок            |
| --------- | ---- | -------- | ---------------------- | ---------- | -------- | --------------------- | --------------------------------- | ------------------ |
| Перемога  | 1–0  | Лип 1993 | Оберштауфен, Німеччина | Челленджер | Ґрунт    | Ктіслав Доседель      | Хрістіан Ґаєр Матіас Гунінґ       | 6–2, 6–2           |
| Перемога  | 2–0  | Тра 1994 | Сліма, Мальта          | Челленджер | Тверде   | Ліонель Бартез        | Клінтон Феррейра Елліс Феррейра   | 6–2, 3–6, 6–2      |
| Перемога  | 3–0  | Гру 1994 | Простейов, Чехія       | Челленджер | Килим    | Їржі Новак (тенісист) | Шенг Схалкен Йост Віннінк         | 6–7, 6–3, 6–4      |
| Поразка   | 3–1  | Сер 1997 | Пльзень, Чехія         | Челленджер | Ґрунт    | Радек Штепанек        | Петр Пала Борут Урх               | 4–2 ret.           |
| Поразка   | 3–2  | Сер 1998 | Женева, Швейцарія      | Челленджер | Ґрунт    | Міхал Табара          | Рікард Берг Єнс Кніппшильд        | 2–6, 6–3, 4–6      |
| Перемога  | 4–2  | Вер 1998 | Щецин, Польща          | Челленджер | Ґрунт    | Орлін Станойчев       | Массімо Ардінгі Алекс Лопес Морон | 7–6, 3–6, 6–4      |
| Перемога  | 5–2  | Чер 1999 | Прага, Чехія           | Челленджер | Ґрунт    | Міхал Табара          | Томаш Цибулець Петр Пала          | 6–2, 6–0           |
| Перемога  | 6–2  | Лип 1999 | Лугано, Швейцарія      | Челленджер | Ґрунт    | Міхал Табара          | Даніел Мело Антоніо Пріето        | 6–2, 3–6, 6–3      |
| Перемога  | 7–2  | Лип 1999 | Тампере, Фінляндія     | Челленджер | Ґрунт    | Петр Дезорт           | Яркко Ніємінен Тімо Ніємінен      | 6–1, 6–1           |
| Перемога  | 8–2  | Кві 2000 | Німеччина F1, Берлін   | Ф'ючерс    | Тверде   | Радек Штепанек        | Франц Штаудер Маркус Менцлер      | 5–7, 7–6(7–2), 6–3 |
| Перемога  | 9–2  | Тра 2001 | Словаччина F1, Левиці  | Ф'ючерс    | Ґрунт    | Петр Дезорт           | Томаш Янчі Міхал Мертиняк         | без гри            |
| Перемога  | 10–2 | Лип 2001 | Будайорш, Угорщина     | Челленджер | Ґрунт    | Петр Дезорт           | Серхіо Ройтман Андрес Шнейтер     | 6–3, 5–7, 7–6(8–6) |

## Часовий графік результатів
| W | Ф | ПФ | ЧФ | #Р | КТ | К# | DNQ | A | NH |

### Одиночний розряд
| Турніри Великого шлему                 |     |     |     |     |     |     |     |       |     |     |
| Відкритий чемпіонат Австралії з тенісу |     | 2р  |     |     | 1р  |     |     | 0 / 2 | 1–2 | 33% |
| Відкритий чемпіонат Франції з тенісу   | 3р  | 1р  | К1р |     |     | К2р | К1р | 0 / 2 | 2–2 | 50% |
| Вімблдонський турнір                   |     | 1р  |     |     | 2р  |     | К1р | 0 / 2 | 1–2 | 33% |
| Відкритий чемпіонат США з тенісу       |     | 1р  |     |     |     | К1р |     | 0 / 1 | 0–1 | 0%  |
| В-П                                    | 2–1 | 1–4 | 0–0 | 0–0 | 1–2 | 0–0 | 0–0 | 0 / 7 | 4–7 | 36% |
| Серія Мастерс 1000 Світового Туру ATP  |     |     |     |     |     |     |     |       |     |     |
| Індіан-Веллс                           |     | К1р |     |     |     |     |     | 0 / 0 | 0–0 | –   |
| Відкритий чемпіонат Маямі з тенісу     |     | 2р  |     |     | 1р  |     |     | 0 / 2 | 1–2 | 33% |
| Рим                                    |     |     | К2р |     |     |     |     | 0 / 0 | 0–0 | –   |
| В-П                                    | 0–0 | 1–1 | 0–0 | 0–0 | 0–1 | 0–0 | 0–0 | 0 / 2 | 1–2 | 33% |